# Província de Messina
La província de Messina  és una antiga província de la regió de Sicília dins Itàlia. El 2015 va ser reemplaçada per la Ciutat metropolitana de Messina.
Amb vistes al mar Tirrè al nord i a l'est amb el mar Jònic, estava separada de Calàbria per l'estret de Messina. Limitava a l'oest amb la ciutat metropolitana de Palerm, al sud per la província d'Enna i la ciutat metropolitana de Catània.